# Zitation
Unter Zitation versteht man das Zitieren, also die Verwendung eines Zitats. Der Begriff ist unter anderem in der Rechtswissenschaft und im Rechtswesen oder im Rahmen von Literaturnachweisen bei wissenschaftlichen Texten gebräuchlich. Der englische Begriff citation beschreibt den Verweis in Büchern, Zeitschriften oder Onlineangeboten zur veröffentlichten Quelle. Der deutsche Terminus hierzu wären der Beleg, die Fußnote oder die Anmerkung.

## Belege
1. ↑  
Zitation, die. Digitales Wörterbuch der deutschen Sprache, abgerufen am 22. April 2024.